# Combat des Coutures
Campagne de France
Batailles
Campagne de Russie (1812)
- Liste des batailles
- Mir
- Moguilev
- Ostrovno
- Vitebsk
- Kliastitsy
- Smolensk
- 1re Polotsk
- Valoutina Gora
- Moskova
- Moscou
- Winkowo
- 2e Polotsk
- Maloïaroslavets
- Gorodnia
- Czaśniki
- Viazma
- Smoliani
- Krasnoï
- Bérézina

Campagne d'Allemagne (1813)
- Dantzig
- Lunebourg
- Möckern
- Lützen
- Bautzen
- Reichenbach
- Haynau
- Luckau
- Hoyerswerda
- Lauenbourg
- Goldberg
- Gross Beeren
- Katzbach
- Dresde
- Kulm
- Dennewitz
- Peterswalde
- Liebertwolkwitz
- Leipzig
- Hanau
- Sehested
- Torgau
- Hambourg

Campagne de France (1814)
- Sainte-Croix-en-Plaine
- Besançon
- Mayence
- Metz
- Saint-Avold
- 1re Saint-Dizier
- Brienne
- La Rothière
- Campagne des Six-Jours (Champaubert
- Montmirail
- Château-Thierry
- Vauchamps)
- Mormant
- Montereau
- Bar-sur-Aube
- Saint-Julien
- Laubressel
- Berry-au-Bac
- Craonne
- Coutures
- Laon
- Soissons
- Mâcon
- Reims
- Saint-Georges-de-Reneins
- Limonest
- Arcis-sur-Aube
- Fère-Champenoise
- 2e Saint-Dizier
- Meaux
- Claye
- Villeparisis
- Paris

- Feistritz
- Caldiero (en)
- Trieste
- Mincio

- Hoogstraten (de)
- Anvers
- Berg-op-Zoom
- Courtrai

Le combat des Coutures se déroule le 7 mars 1814 près de Reims, dans le département de la Marne, et oppose la cavalerie française commandée par le général Jean-Marie Defrance aux cosaques russes. L'affrontement se solde par une victoire des Français qui dispersent leurs adversaires.

## Prélude de la bataille
Après la chute de Soissons le 3 mars, l'armée prussienne commandée par le maréchal Blücher peut franchir l'Aisne et regrouper ses forces, soit environ 100 000 hommes, contre les troupes de Napoléon Ier qui n'en alignent que 50 000. L'Empereur décide néanmoins de continuer son offensive : apprenant que la ville de Reims menace d'être occupée par le corps russe de Saint-Priest, il envoie son aide de camp Corbineau protéger la ville et ordonne le franchissement de l'Aisne, qui est effectué le 5 mars. Le 7 mars, le maréchal Mortier détache à son tour le général Defrance avec environ 800 soldats issus des 1er, 3e et 4e régiments de gardes d'honneur de la Garde impériale ainsi que du 10e régiment de hussards. Alors que les cavaliers arrivent à proximité de Reims, ils se voient barrer la route par environ 1 200 cosaques russes.

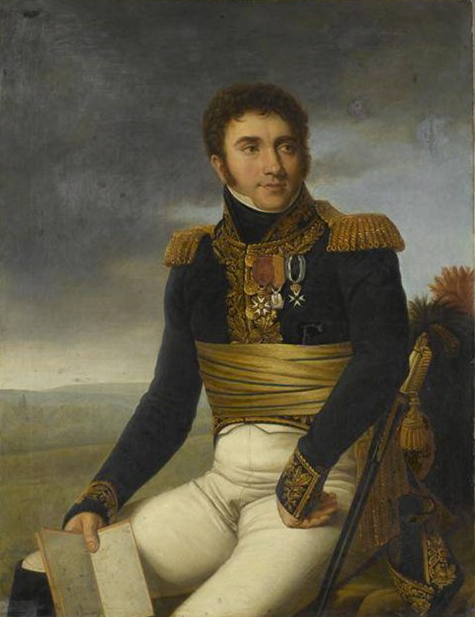
Le général Jean-Marie Defrance (1771-1855).
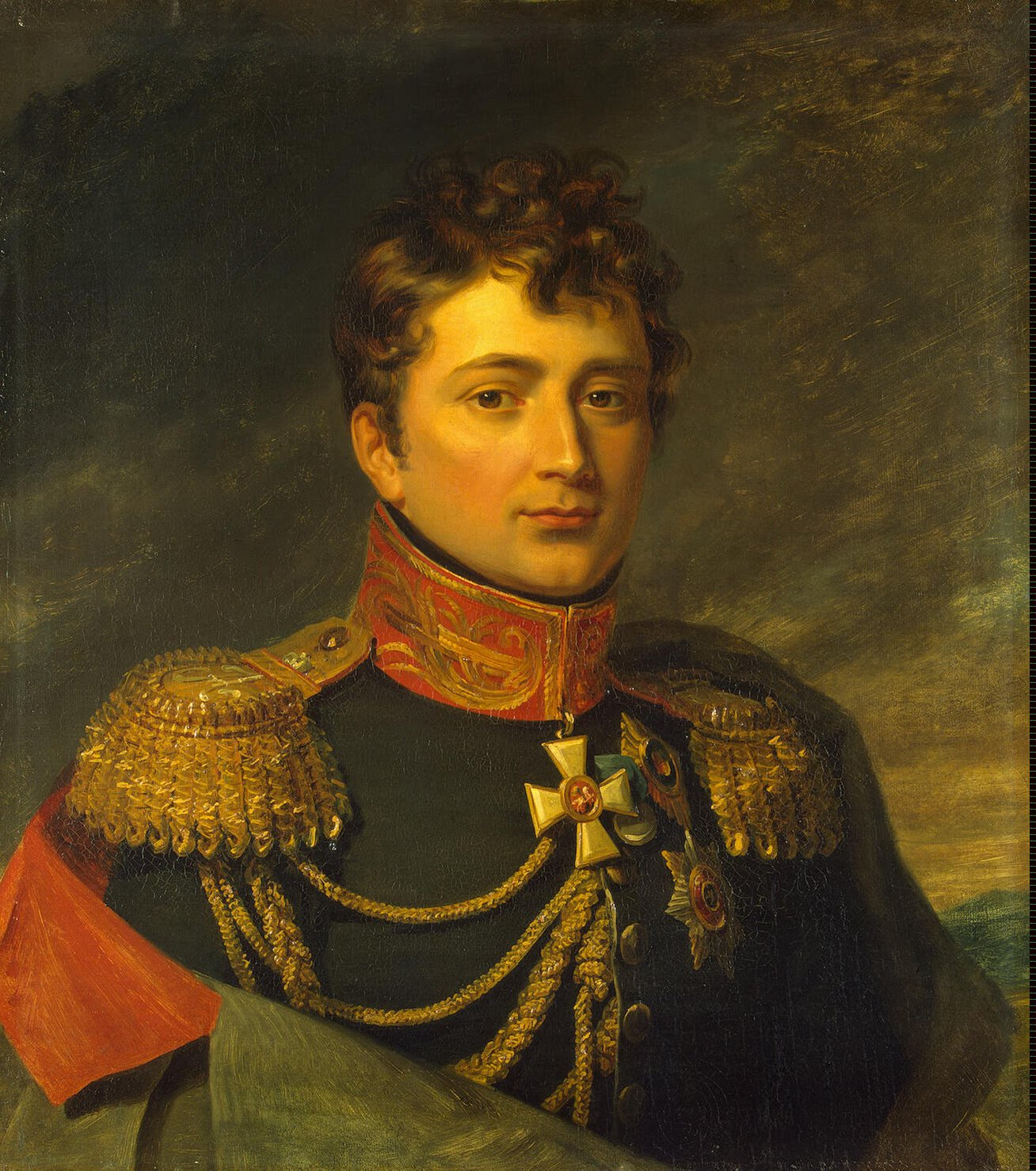
Le général Guillaume de Saint-Priest (1776-1814).

## Déroulement
Rapidement attaquée par les gardes d'honneur et les hussards, la cavalerie russe se replie, poursuivie dans sa retraite par le général Defrance.

## Conséquences
Après avoir bousculé les Russes, Defrance rentre dans Reims où il renforce la garnison du général Corbineau. Les deux commandants doivent toutefois évacuer la place le 11 mars face à l'avancée de Saint-Priest qui s'empare de la ville le lendemain, avant d'en être délogé à son tour par Napoléon le 13 mars après une dure bataille.